# Petrus Canisiusvertaling
Petrus Canisiusvertaling en Canisiusvertaling zijn de gebruikelijke benamingen voor een Nederlandse rooms-katholieke Bijbelvertaling, waarvan de eerste complete uitgave verscheen in 1939. De volledige naam luidt: "De Heilige Schrift, vertaling uit de grondtekst met aantekeningen, in opdracht van de Apologetische Vereniging 'Petrus Canisius' ondernomen met goedkeuring van de hoogwaardige bisschoppen van Nederland".

## Ontstaansgeschiedenis
Tot in de twintigste eeuw las men in katholiek Nederland alleen vertalingen van de Latijnse Vulgaat. Een van die vertalingen was de Leuvense Bijbel, die nog uit de zestiende eeuw stamde. Dat deze zo lang daarna nog werd gebruikt, is te verklaren uit het feit dat de Katholieke Kerk Bijbellezing door gelovigen thuis lange tijd niet aanmoedigde. Andere bekende Vulgaatvertalingen zijn die van Beelen c.s. (1859-1897) en de Professorenbijbel (1894-1910).
In 1906 verzorgde de Apologetische Vereniging 'Petrus Canisius' een uitgave van de evangeliën en het boek Handelingen van de apostelen. Het werd onmiddellijk populair als het Canisiusbijbeltje. In 1929 werd dit gevolgd door een vertaling van het volledige Nieuwe Testament van de hand van de Nijmeegse dominicaan R.L.Jansen O.P. Onder diens nadrukkelijke leiding liet een groep van zeven vertalers vanaf 1936 het Oude Testament verschijnen, waarna de eerste volledige Canisiusbijbel werd gepubliceerd in 1939. In 1948 verscheen van de gehele vertaling een 2e druk in één deel.
Voor de periode tussen 1939 en de verschijning van de Willibrordvertaling in 1975 kan men de Canisiusvertaling beschouwen als 'de' katholieke vertaling.

## Enkele kenmerken
De Petrus Canisiusvertaling was de eerste Nederlandse katholieke vertaling die niet uitging van de Vulgaat, maar van de Hebreeuwse, Aramese en Griekse grondteksten. Men koos voor de kritische Alexandrijnse tekst gehanteerd door moderne wetenschappers in plaats van de Byzantijnse Textus Receptus die aan de protestantse Statenvertaling van 1637 ten grondslag lag. Daarmee was zij voor die tijd in katholieke kring vooruitstrevend. De vertaling was voorzien van apologetische inleidingen en aantekeningen bij de tekst ter uitleg en ter verdediging van het katholieke geloof. Dit sloot aan bij de katholieke opvatting dat de interpretatie van de Bijbel aan theologen moet worden overgelaten en geen zaak van de gelovige zelf is.

## Vergelijking met andere vertalingen
Ten opzichte van de huidige Willibrordvertaling en de oecumenische Nieuwe Bijbelvertaling zou men het taalgebruik van de Canisiusvertaling licht archaïsch kunnen noemen, in dit opzicht ongeveer te vergelijken met de vertaling van het Nederlands Bijbelgenootschap uit 1951. Een opmerkelijk verschil is dat de Canisiusvertaling het tetragrammaton vertaalt door "Jahweh", in plaats van het in protestantse vertalingen meer gebruikelijke "Heer" of "Here". Verder vallen in het Oude Testament de "typisch katholieke" namen op: in navolging van de Septuagint en de Vulgaat zijn Hebreeuwse namen die op een -a eindigen vergriekst (bijvoorbeeld Esdras, Jonas, Zacharias tegenover Ezra, Jona en Zacharia). In de nochtans katholieke Willibrordvertaling komen die namen niet (meer) voor.
Deze kenmerken maken dat de Canisiusvertaling nog steeds een bepaalde populariteit geniet bij traditionele katholieken die menen hiermee een vertaling in handen te hebben van degelijke katholieke signatuur gevrijwaard van moderne tendensen en oecumenische invloeden.